# Alfero (Verghereto)
Alfero è la principale frazione del comune di Verghereto, in provincia di Forlì-Cesena. Nota località turistica dell'Appennino romagnolo, il paese è storicamente compreso nell'area geografica della Romagna toscana.

## Geografia fisica
Si trova nell'alta valle del Savio, alle pendici settentrionali dei monti Comero (1.372m) e Fumaiolo (1.408m), nel cuore dell'Appennino tosco-romagnolo. La località è posta in una conca, a 750m, solcata dalle acque del torrente Alferello.
È presente una notevole varietà floristica dovuta anche al notevole dislivello (da 500m a 1200m). Qui si trova il castagneto più vasto della Romagna che occupa gran parte della montagna ad ovest del centro abitato. Nel territorio si alternano a bassa quota zone prevalentemente brulle, con calanchi di marna e arenaria, e grandi boschi di cerri e carpini. A partire dai 900m si trovano boschi di faggi, abeti e prati di altura facenti parte del Monte Comero.

## Storia
Questi territori erano abitati già nel Neolitico dagli Umbri, successivamente dagli Etruschi e dal III secolo a.C fecero parte dell’Impero Romano. Nel secolo IX sorsero i castelli di Alfero, Montepetroso, Rocchetta e Corneto. Nel 1090 il monastero della Cella di Sant’Alberico entrò in possesso del territorio, poi dal 1250 passò al visconte Aguselli di Cesena e dal 1300 ai conti Guidi per mano di “Guglielmo Novello”. Nel 1500 un'enorme frana distrusse l’abitato di Alfero e provocò numerose vittime. Il 17 settembre 1520, insieme a tutto il territorio del capitanato di Bagno di Romagna, entrò a far parte della diocesi di Sansepolcro. 
Attorno al 1600 vennero effettuati lavori di bonifica e il paese fu ripopolato. Nei secoli successivi Alfero fu terra contesa tra il Granducato di Toscana e lo Stato Pontificio, fino all’Unità d’Italia. Ancora oggi si può ammirare nei pressi della vecchia chiesa di Sant’Andrea il cippo di confine recante da una parte lo stemma a cinque sfere dei Medici e dall'altra le chiavi di S. Pietro.
Nel 1923, assieme a tutto il territorio del comune di Verghereto, passò dalla provincia di Firenze a quella di Forlì.

## Monumenti e luoghi d'interesse

### Cascata dell'Alferello

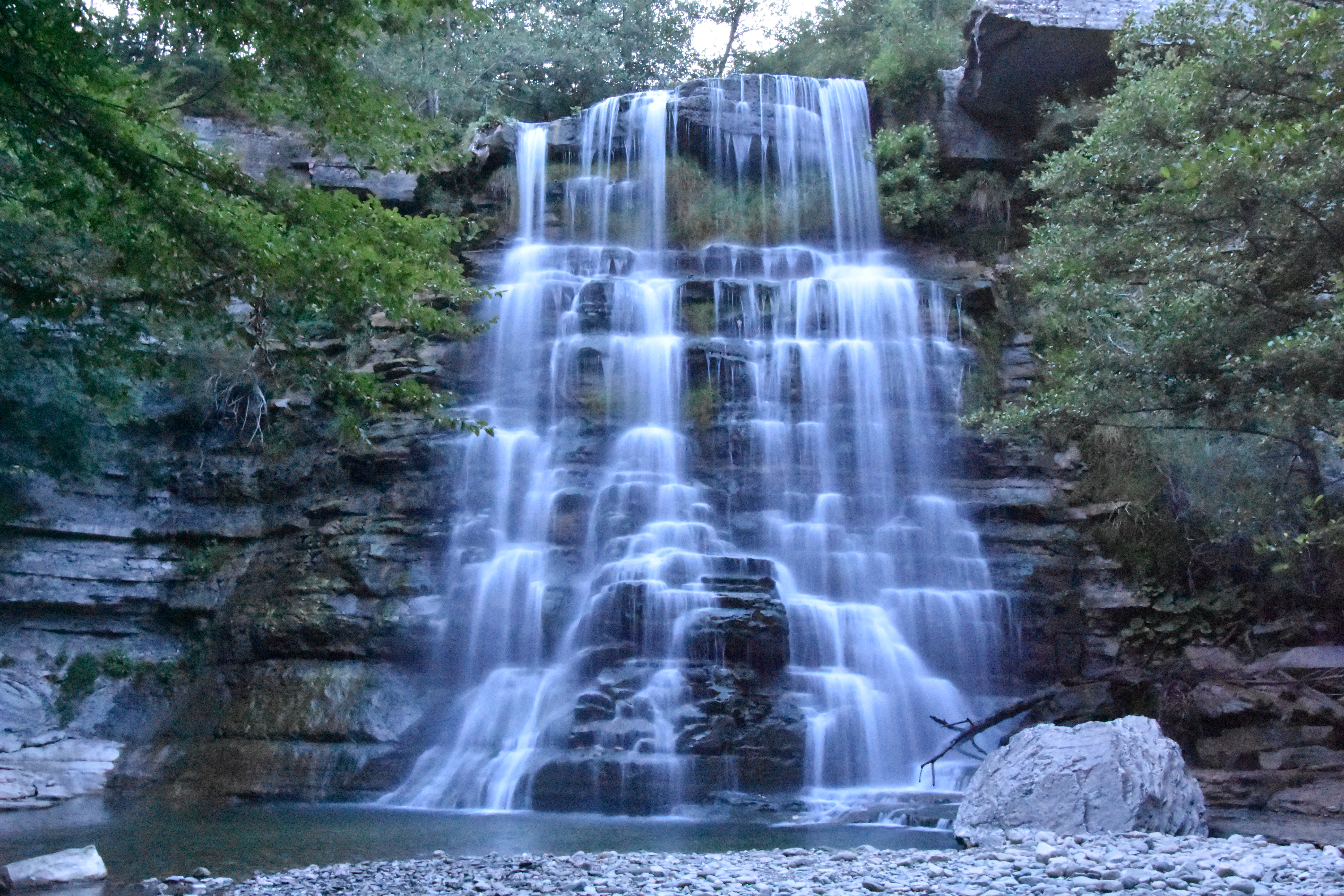
Cascata Alferello

La cascata dell'Alferello, è la principale attrazione della zona per i 32 metri di altezza e le caratteristiche geomorfologiche del territorio. La portata d’acqua varia a seconda delle piogge stagionali, tuttavia il torrente garantisce un flusso continuo anche nei periodi più secchi. Dal 2017 è stata dotata di illuminazione notturna.

### Sasso Spaccato, Ponte romano e sentiero dei frutti perduti

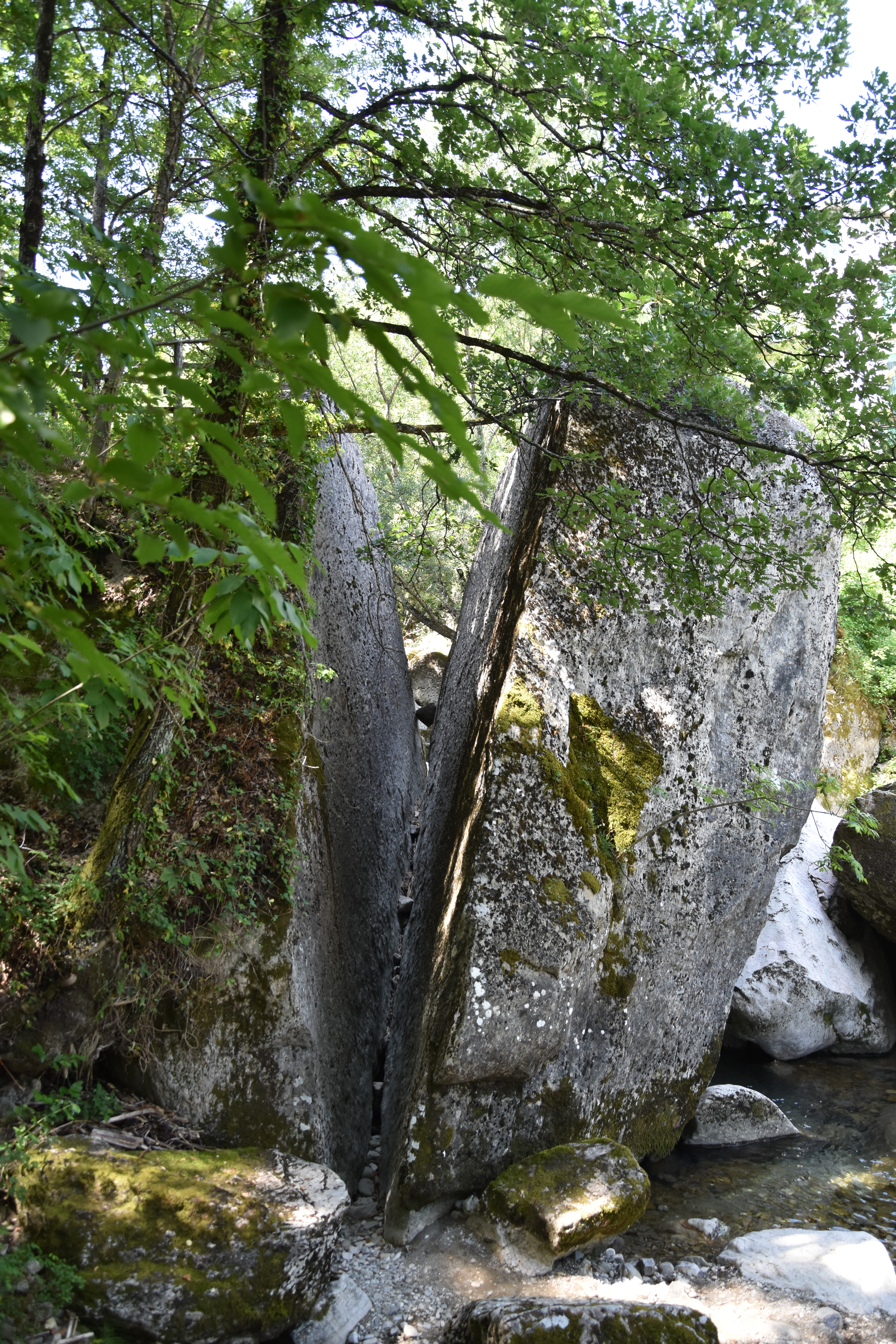
Sasso Spaccato

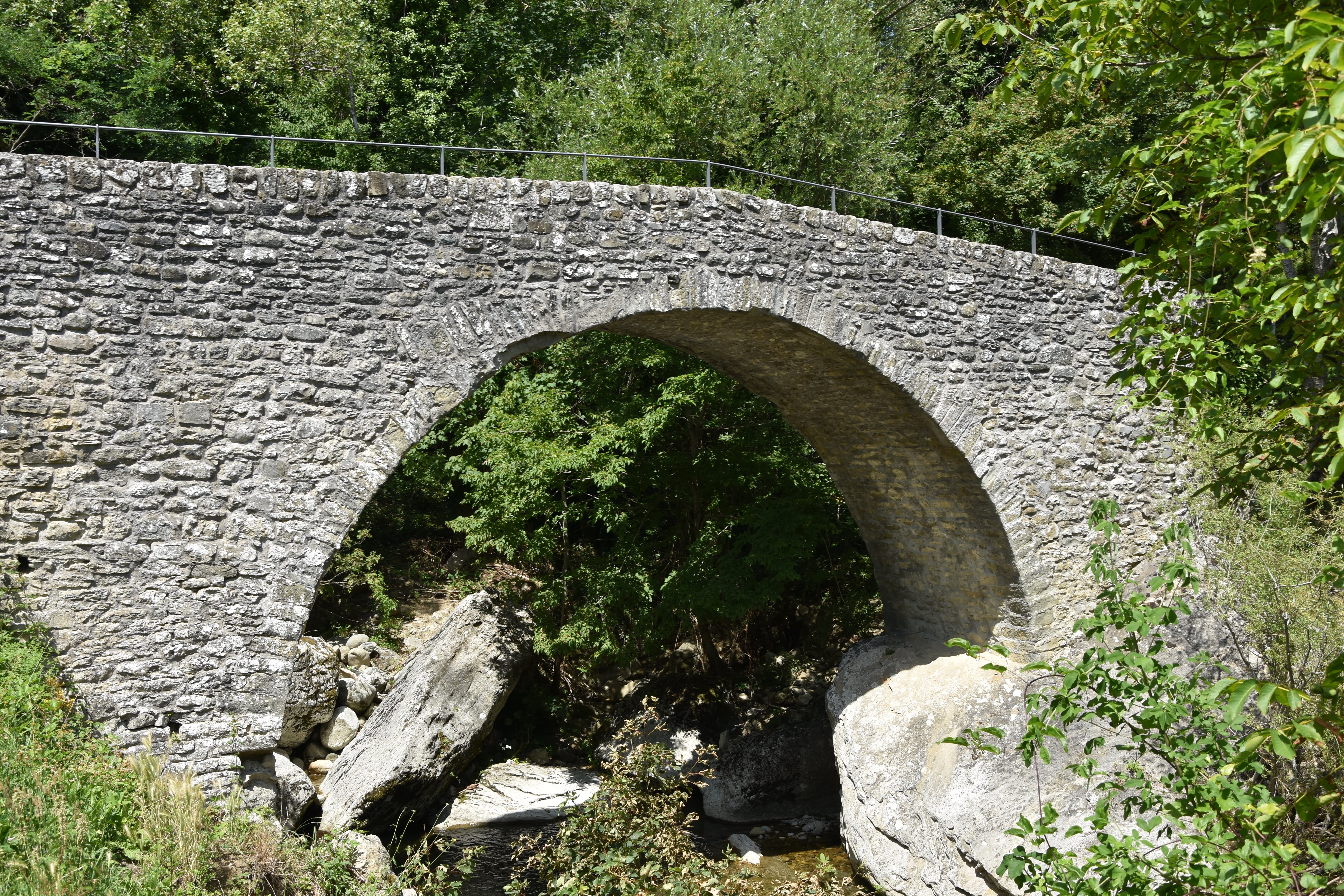
Ponte Romano

Si tratta di un breve percorso lungo le sponde del fiume Alferello lungo il quale s'incontra un vecchio mulino in pietra ancora utilizzato, il Sasso Spaccato, il Ponte Romano in pietra. Lungo il percorso sono osservabili e illustrate le varietà più antiche e significative di alberi da frutto dell'Alta Valle del Savio. Il Sasso spaccato è un enorme masso che si trova lungo il torrente, che agli inizi del secolo scorso si è diviso in due parti quasi perfettamente eguali, a causa della penetrazione dell'acqua e dei ghiacci tra i giunti di stratificazione. Di anno in anno la distanza tra gli estremi superiori è aumentata fino a superare i tre metri, generando alla base uno spazio percorribile a piedi. Il Ponte Romano, in pietra, fu progettato nel 1839 dall'ingegnere Ulisse Dragoni al fine di sostituire una "palancola" senza spallette e scivolosa che rendeva problematico l'attraversamento del torrente. Il ponte, costruito circa dieci anni più tardi modificando in parte il progetto iniziale, è formato da un unico arco che poggia su due grossi massi posti ai lati del torrente.

### Castel d'Alfero: Borgo Medievale e Santuario Madonna della Neve
È un borgo medievale sottoposto a vincolo monumentale, formato da un gruppo di case arroccate su uno sperone di roccia calcarea. Amministrativamente costituisce una piccola enclave del comune di Sarsina. I fabbricati sono databili dal 1400 al 1500 e conservano elementi costruttivi e decorativi tipici dell’arte delle maestranze comacine. Vi sono notizie a partire dall’anno Mille del borgo che era sottoposto prima all'influenza dell’abbazia del Trivio, poi dei conti Guidi di Modigliana, e successivamente delle potenti famiglie Fogliano e Della Faggiola. La cinta muraria, di cui restano poche tracce, fu poi trasformata in borgo rurale. A pochi passi dal Borgo si trova il santuario della Madonna della Neve, luogo di ritrovo spirituale e di pellegrinaggio.

### "La Castagneta"

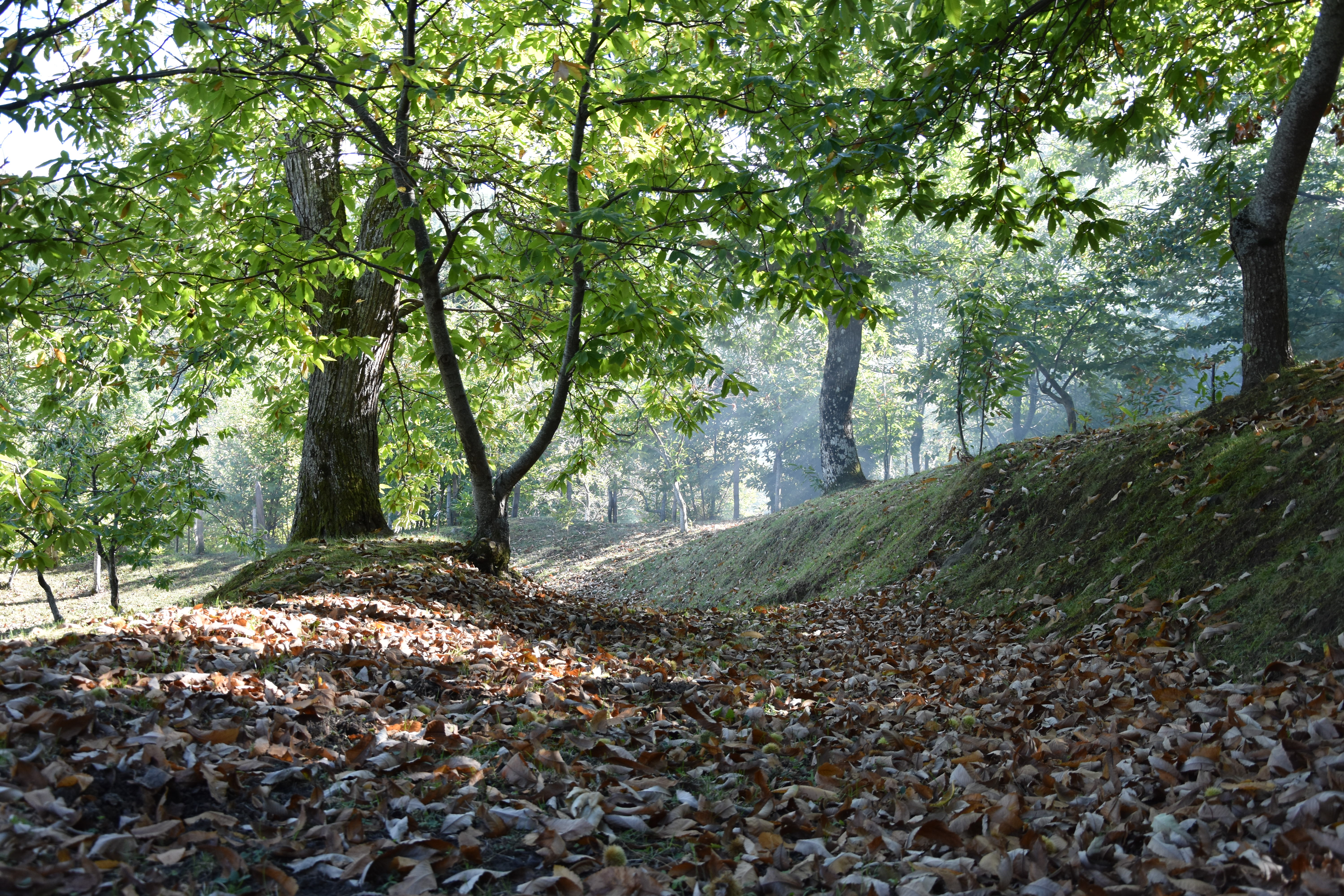
La "Castagneta"

È il castagneto più esteso dell'Appennino Romagnolo. Ha origine antiche, fu impiantato dagli abitanti del luogo e dai monaci camaldolesi attorno al 1600 dopo che un’enorme frana aveva distrutto il paese di Alfero. 

### Parco della Fonte Solfurea
Si trova presso il torrente Alferello, lungo la strada che porta verso il monte Comero, e reca quattro fontanelle di acqua solfurea, dalle proprietà benefiche.

### Monte Comero

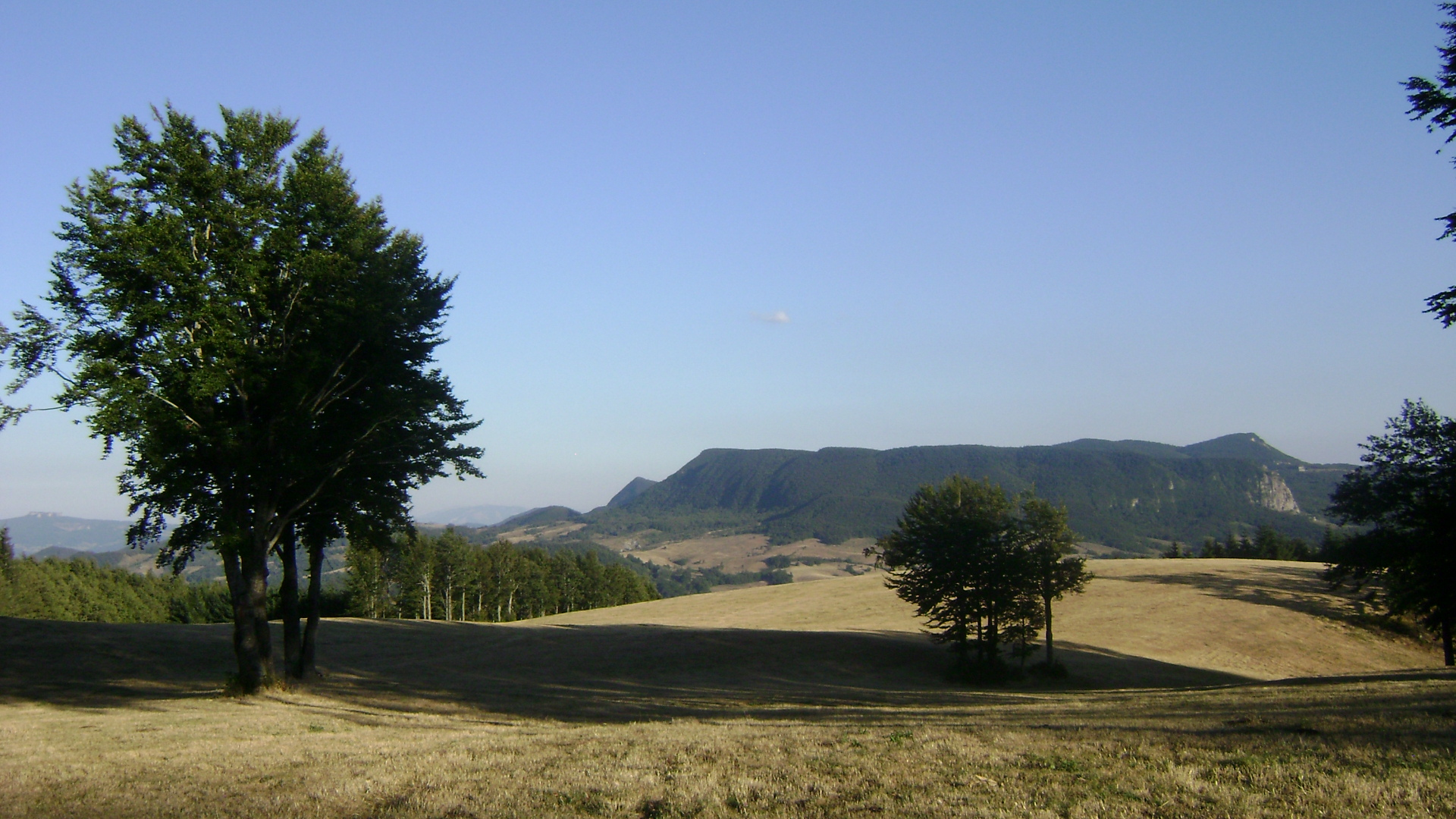
Monte Comero

Prossima ad Alfero è la località Pozzo situata a 1000m,  da cui partono diversi sentieri che portano sulle vette e sui luoghi panoramici del Monte Comero: tra queste da ricordare il Cippo all'Alpino, il Colle la Peschiera, la Testa del Leone.

### Monte Fumaiolo
Dal paese di Alfero partono sentieri percorribili a piedi o in bicicletta che giungono al Monte Fumaiolo (1408m), attraversando i rifugi montani e le sorgenti dei fiumi Tevere e Savio.

## Cultura

### Eventi
- Sagra della Castagna: è la festa dedicata al prodotto più tipico e importante del luogo. Si svolge lungo il centro del paese la seconda e terza domenica di ottobre.
- Palio dei Somari: è la tradizionale manifestazione paesana, rivisitazione ironica del Palio di Siena, che si tiene il secondo weekend d’agosto da circa 60 anni. La gara che si svolge in sella al somaro è una sfida tra otto contendenti che rappresentano altrettanti rioni. Il vincitore avrà in sposa la figlia di Uguccione della Faggiola, noto nobile di queste zone nel 1200. La manifestazione rievoca l’epoca medievale con cena a tema, sfilate con abiti tradizionali, drappi alle finestre, carri, giochi antichi.[9]

## Economia
Il tessuto industriale è composto da piccole/medie imprese operanti nei seguenti settori: alimentare, escavazione e lavorazione pietra, carpenteria metallica. Sono presenti alcune aziende alimentari legate al territorio, di trasformazione dei prodotti tipici a livello artigianale e industriale. L’estrazione e lavorazione della pietra serena presente nelle zone limitrofe, specialmente lungo il corso del fiume Para è attiva da decenni; la pietra è principalmente utilizzata per manufatti e decorazioni per l'edilizia . Oltre alle imprese industriali, sono ancora attivi alcuni artigiani scalpellini che lavorano ancora con metodi tradizionali.
Il turismo è un settore importante fin dagli anni 60 grazie a strutture ricettive quali alberghi, affittacamere, B&B, aree campeggio oltre a strutture per lo sport, sentieri per trekking e biking.
Il settore agricolo negli ultimi anni del novecento è stato oggetto di forte valorizzazione, anche con lo sviluppo del biologico.

## Galleria d'immagini

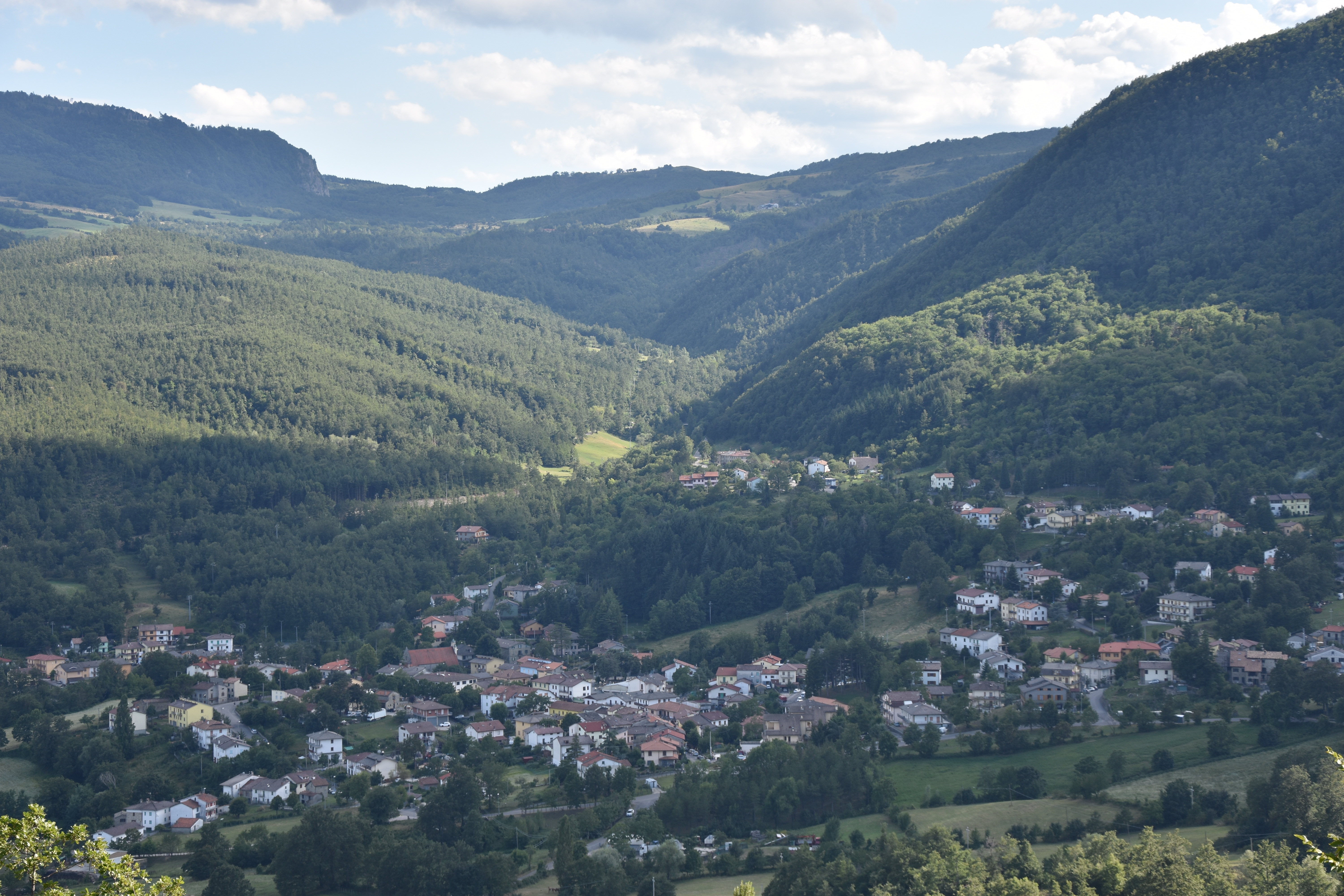
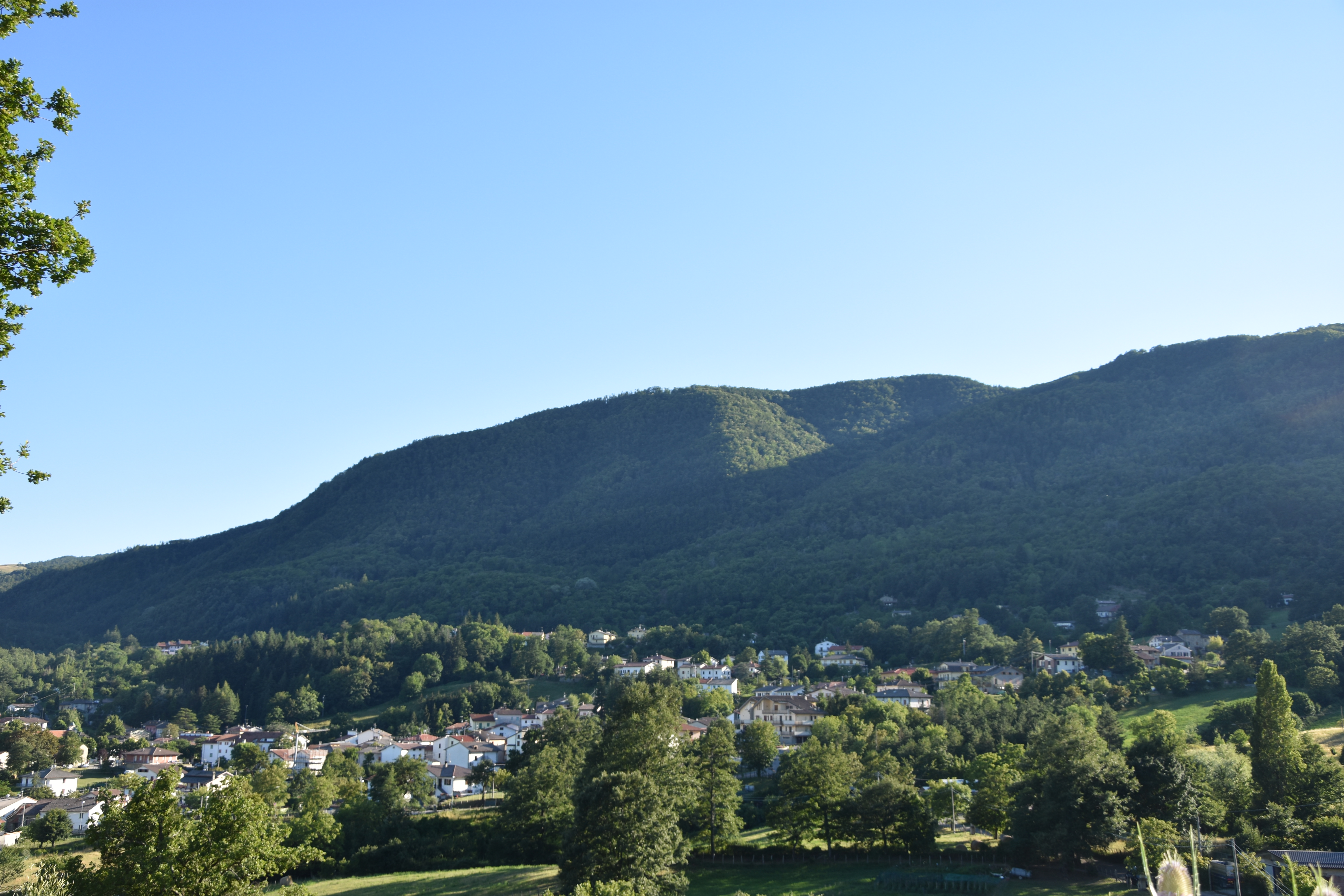
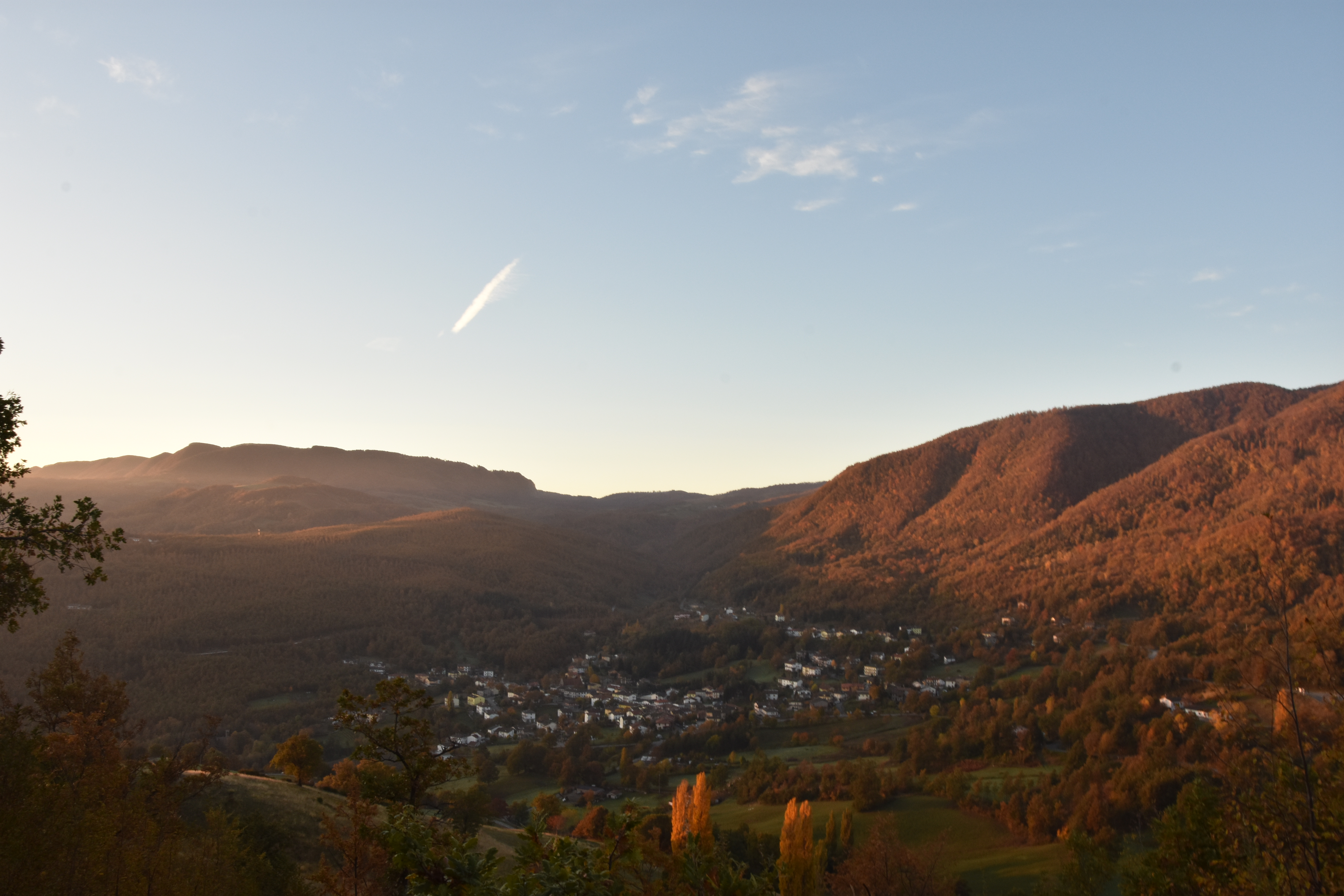
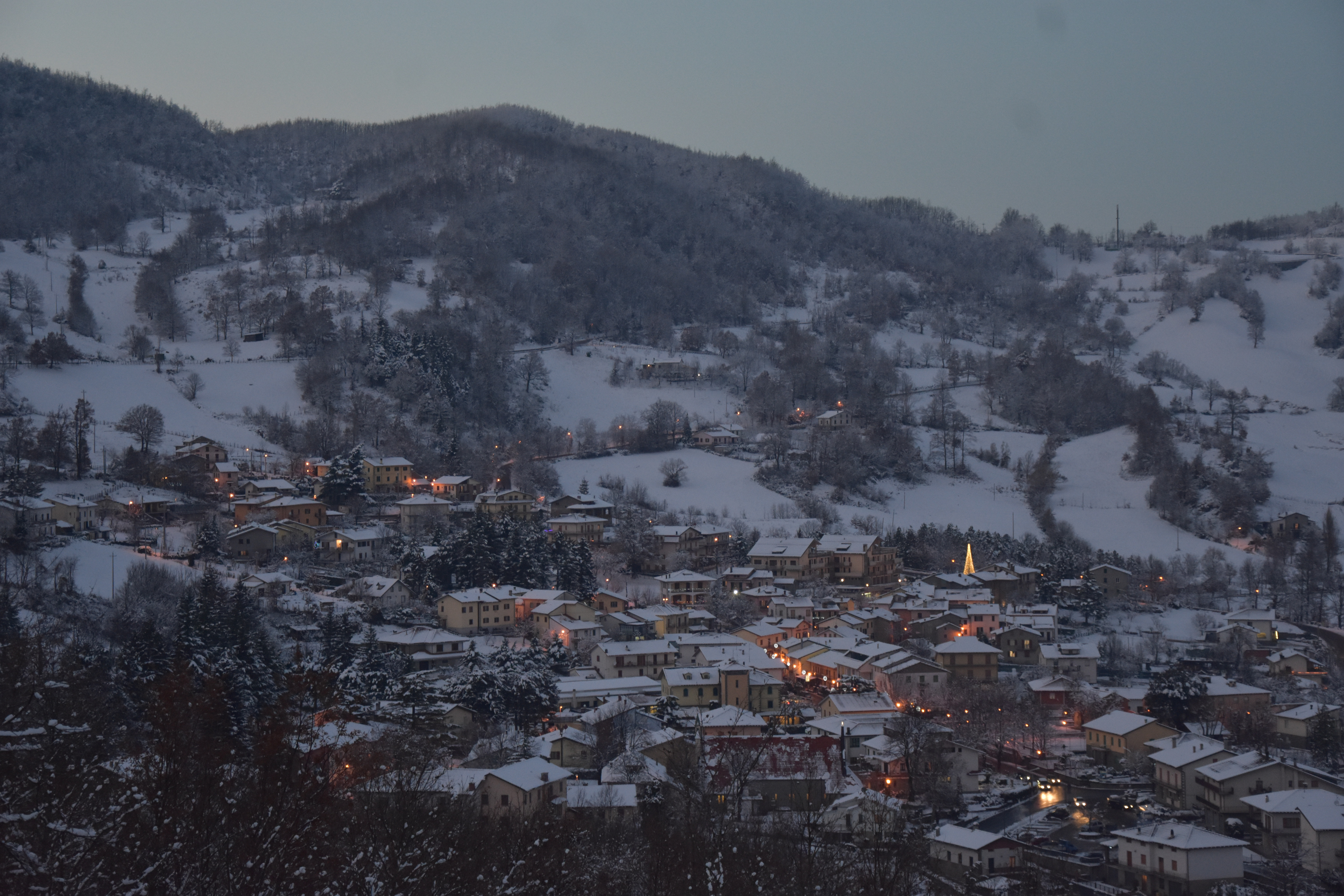